# Autel de la Patrie

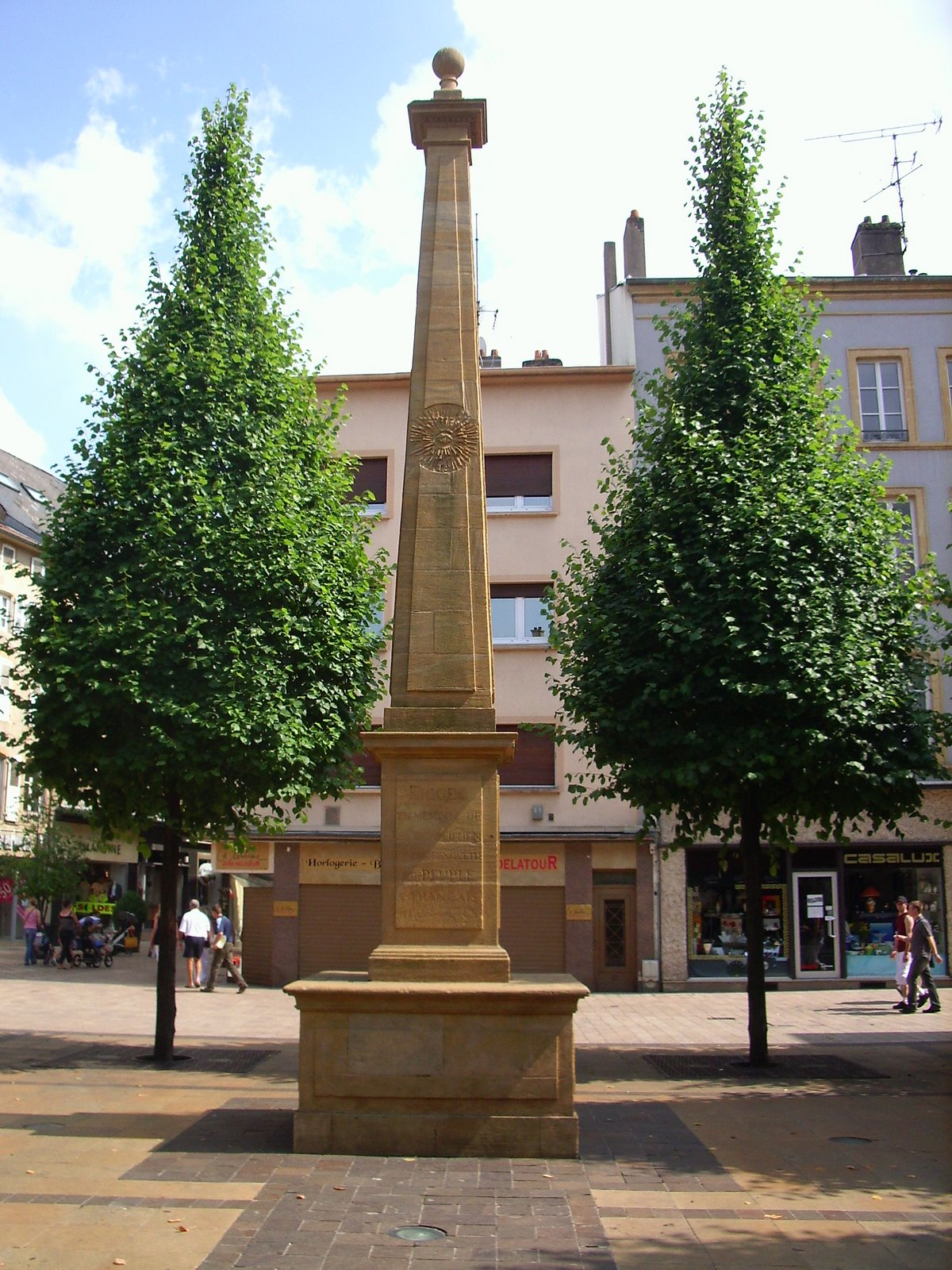
Autel de la Patrie in Thionville

Das Monument Autel de la Patrie (deutsch Altar des Vaterlandes) in Thionville, einer Stadt im französischen Département Moselle in der Region Lothringen, ist eines der wenigen Monumente der Revolutionszeit, das in Frankreich erhalten geblieben ist, und darunter dasjenige, das am besten erhalten blieb. Es steht seit 1948 auf der Place Claude Arnoult und ist seit 1989 als Kulturdenkmal (Monument historique) geschützt.

## Geschichte
Während der Revolution wurden nach dem 1790 entstandenen Vorbild des Altars des Vaterlands auf dem Pariser Marsfeld rund 36.000 Monumente dieser Art in Frankreich errichtet. Das Dekret der Legislative vom 26. Juni 1792 verordnete ihre Aufstellung. Nach dem Beschluss des Gemeinderates der Stadt Thionville vom 14. Juli 1796 bekam Mathias Robert den Auftrag, das Monument zu errichten, um ein aus Holz geschaffenes zu ersetzen.
Das Monument besitzt die Form eines Obelisken mit einer steinernen Kugel als Abschluss und einer Inschrift, die an die erfolgreiche Revolution erinnert. Es stand ursprünglich an der Place de la Révolution, heute als Place du Marché bezeichnet. Da es 1810 auf dem Friedhof Saint-François aufgestellt und mit einem Kreuz versehen wurde, blieb es der Nachwelt erhalten. In allen anderen Orten Frankreichs wurden die „Altäre des Vaterlandes“ in der nachrevolutionären Zeit zerstört.
Im Jahr 1948 wurden dem Monument bei einer feierlichen Zeremonie durch den französischen Präsidenten Vincent Auriol die Auszeichnungen der Légion d’honneur und das Croix de guerre hinzugefügt.